# 雪乃
雪乃（ゆきの、1991年7月8日 - ）は、日本の女性ヴォーカリスト。所属レコード会社は日本コロムビア。所属事務所はFlying Penguins。血液型はB型。身長155cm。

## 略歴
福岡県で生まれ、神奈川県横浜市で育つ。デビュー前よりテレビ番組のテーマ曲に多数起用され、2012年2月に日本コロムビアよりメジャーデビュー。
2013年5月シカゴで開催されたアニメセントラルAnime Central (ACen) に出演。

## ディスコグラフィ

### シングル
RanTiKi（1st、2013年2月6日発売）
1. RanTiki
アニメ「幕末義人伝 浪漫」オープニングテーマ
2. Miserable Rain
3. I Just Called to Say I Love You
4. RanTiKi(Instrumental)
5. Miserable Rain(Instrumental)

### ミニアルバム
You make me blue（1st、2012年2月22日発売）
1. You make me blue
TBS系「ひるおび!」2012年2月度エンディングテーマ
2. BaDream〜悪い夢〜
3. Tell me why
4. Cry and Cry
フジテレビ情報バラエティ番組「フジテレビからの!」オープニングテーマ(2011年10月〜2012年3月)
5. 逢いたい

A -エース-（2nd、2014年6月18日発売）
1. A -エース-
テレビ東京系「裏ネタワイド〜DEEPナイト」2014年6月〜9月エンディングテーマ
2. Betty
3. 恋しくて
4. My Girl
5. Driveway
6. 恋はやめられない

### フルアルバム
VOCALIZE（1st、2013年3月27日発売）
1. RanTiKi
アニメ「幕末義人伝 浪漫」オープニングテーマ
2. 豹 -PANTHER-
3. Miserable Rain
4. 3月31日(日)＠桜カフェ♪
5. Never Cry
6. マボロシノアイ
7. hand/s
8. 極彩色トワイライト
9. BABYDOLL
10. Boy for me〜うわごとみたいに好きと言って〜
11. After the love has gone
12. Magic hour

### 配信
Chocolate Love（2014年1月28日発売）
1. Chocolate Love
北海道地区遠距離高速バス(MUSIC SERVICE TOURING BUS & TRAIN vol.96)(2014年1月〜3月)

## レギュラーパーソナリティ
FM YOKOHAMA ユ・メ・ミナイト〜ふたり千一夜〜（2013年3月31日終了）
毎週日曜21:30〜22:00
DJ：雪乃
FM FUJI Music Spice+!（2014年4月1日終了）
毎週月曜24:30〜25:00
DJ：柳家小さん (6代目)／雪乃